# ガノデリン酸
ガノデリン酸 (Ganoderic acid) は、マンネンタケ属 (Ganoderma) のキノコで見られるラノステロール由来のトリテルペンである。数千年の間、マンネンタケ属の子実体は、東アジアで伝統医療に用いられてきた。そのため、薬理作用を持つ化学物質の同定が行われてきた。単離、同定された中には、数十のガノデリン酸も含まれ、その中でガノデリン酸A及びガノデリン酸Bは最もよく特性が調べられた。いくつかのガノデリン酸は、肝臓防護、抗がん作用、3-オキソ-5α-ステロイド-4-デヒドロゲナーゼ阻害作用を示すことが知られている。